# Herbshausen
Koordinaten: 51° 17′ 23″ N, 9° 14′ 32″ O
Herbshausen, laut Historischem Ortslexikon für Kurhessen von 1974 identisch mit Herboldessen, war eine Siedlung in der heutigen Gemarkung von Istha, einem Stadtteil der nordhessischen Stadt Wolfhagen im Landkreis Kassel. Die Siedlung wurde im Jahre 1081 erstmals urkundlich erwähnt, als der Mainzer Erzbischof Siegfried I. dem Kloster Hasungen den Besitz von Gütern u. a. in „Heribrahteshusun“ bestätigte, wurde aber bereits im Jahre 1334 als wüstes Dorf bezeichnet und 1515 letztmals erwähnt.

## Geographische Lage
Der Ort befand sich etwa 1,7 km südsüdöstlich von Istha, etwa ebenso weit nördlich von Balhorn und rund 3 km westlich von Martinhagen auf 339 m Höhe in der Feldmark von Istha an dem nach Balhorn im Süden fließenden Spole-Bach in der Flur Herbeshausen bzw. Herbsthausen oder Herbertshäuser Wiesen. Die Bundesstraße 450 (Fritzlar-Wolfhagen) führt 500 m westlich vorbei, die von Martinhagen im Osten kommende und in die B 450 mündende Landesstraße L 3215 verläuft 400 m südlich der Wüstung.

## Historische Namensformen
Der Ortsname erscheint in historischen Urkunden und Aufzeichnungen in häufig veränderter Form, was gelegentlich auch zu Fehldeutungen Anlass gab, so z. B. im Mainzer Urkundenbuch von 1932, wo bei der Nennung von „Heribrahteshusun“ im Jahr 1081 auf Herbsen verwiesen wird. Danach finden sich folgende Variationen: „Herbratheshusen“ (1209), „Herbracteshusen“ (1231), „Herbrachteshusen“ (1274), „Herbrachteshusen“ (1310), „Herbrachtishusen“ (1334), „Herbrattyeshusen“ (1359), „Herboldessen“ (1402), „Herbeshusen“ (1435), „Herboldeshusen“ (1450), „Herboldshusen“ (1461), „Herbrachteshusen“ (1475), „Herweshusen“ (1510), „Herbeshusen“ und „Herweshusen“ (1515).

## Geschichte
Neben dem Kloster Hasungen hatte spätestens 1231, als Papst Gregor IX. dies bestätigte, auch das Kloster Werbe Grundbesitz in dem als „villa“ bezeichneten Herbshausen, und das St. Petri-Stift in Fritzlar hatte von mindestens 1209 bis 1310 Zehnteinkünfte im Ort.
Als Landgraf Heinrich II. von Hessen im Jahre 1334 u. a. seine Einkünfte in „Herbrachtishusen“ gegen Einkünfte aus Waldau mit dem Kloster Hasungen tauschte, war das Dorf bereits wüst. Die Stadt Wolfhagen verkaufte 1389 Güter zu „Herbrachteshusen“ und ein Viertel des Hofs Herbershausen. Auch lange nach der Aufgabe der Siedlung zeigten Einkommensverzeichnisse des Fritzlarer Stifts (1435, 1450, 1475) und des Hasunger Klosters (1515) Zehnt- und Gülteinkünfte aus der dortigen Feldmark, und noch 1461 wird ein Hof zu „Herboldhausen“ genannt. Noch im Jahre 1475 hielt das Kloster Hasungen ein ungebotenes Ding zu „Herbiszhuszen“, zu dem die in Istha wohnenden Märker vorgeladen wurden.